# Eupithecia semitinctaria
Eupithecia semitinctaria là một loài bướm đêm trong họ Geometridae.